# Анаконда (филм)
„Анаконда“ (на английски: Anaconda) е американски филм, създаден през 1997 г. Режисьор на филма е Луис Льоса, а главните роли играят: Дженифър Лопес, Айс Кюб, Джон Войт, Ерик Столц, Оуен Уилсън, Кари Урър, Дани Трейо.

## Актьорски състав
| Актьор             | Роля            |
| ------------------ | --------------- |
| Дженифър Лопес     | Тери Флорес     |
| Айс Кюб            | Дани Рич        |
| Джон Войт          | Пол Сероне      |
| Ерик Столц         | Д-р Стивън Кейл |
| Джонатан Хайд      | Уорън Уестридж  |
| Оуен Уилсън        | Гари Диксън     |
| Кари Вурер         | Денис Калберг   |
| Винсент Кастеланос | Матео           |
| Дани Трехо         | бракониер       |

## Премиера
Премиерата на филма е на 11 април 1997 г.

## Критики
Филмът получава негативни отзиви от критиците.

## Филми от поредицата за „Анаконда“
Поредицата „Анаконда“ включва 7 филма:
- „Анаконда“ (1997)
- „Анаконди: Кървавата орхидея“ (2004)
- „Анаконда III“ (2008)
- „Анаконди: Кървава следа“ (2009)
- „Спокойното езеро срещу Анаконда“ (2015)
- „Анаконда“ (2024)
- „Анаконда“ (2025)